# Roches-lès-Blamont
Roches-lès-Blamont is een gemeente in het Franse departement Doubs (regio Bourgogne-Franche-Comté) en telt 639 inwoners (2004). De plaats maakt deel uit van het arrondissement Montbéliard.

## Geografie
De oppervlakte van Roches-lès-Blamont bedraagt 5,4 km², de bevolkingsdichtheid is 118,3 inwoners per km².
De onderstaande kaart toont de ligging van Roches-lès-Blamont met de belangrijkste infrastructuur en aangrenzende gemeenten.

## Demografie
Onderstaande figuur toont het verloop van het inwonertal (bron: INSEE-tellingen).